# 由宇子の天秤
『由宇子の天秤』（ゆうこのてんびん、英題：A Balance）は、2020年に製作された日本映画。春本雄二郎監督の監督第2作。
主人公・由宇子役に瀧内公美、由宇子の父・政志役に光石研、物語の鍵となる女子高生・萌（めい）役に河合優実、萌の父・哲也役に梅田誠弘。

## ストーリー
ドキュメンタリーディレクターの木下由宇子は、父が個人経営する学習塾を臨時講師として時に手伝いながら、３年前に起きた女子高校生自殺事件のドキュメンタリー番組を制作していた。女子高校生は生前、いじめ被害を訴えていたが、学校側は「女子高生が教員と交際している(目撃情報がある)」という理由から、反対に女子高生に退学勧告をする。その翌日、女子高生は自殺。その事件にメディアがこぞって食いつき、報道合戦がエスカレート。女子高生とその家族、交際を噂される教師や家族にまで誹謗中傷や憶測が様々なメディア上を飛び交うようになる。その結果、交際を噂された教師も「(交際の主張は)学校側がいじめの隠蔽を図るためのねつ造であり、女子生徒と交際したことはなく、報道や学校の主張は事実無根。死をもって抗議する」という遺書を残し自殺する。由宇子は女子高生の遺族に取材をする中で、事件報道のあり方に問題を感じ、それを問う内容を盛り込もうとするが、テレビ局側から「身内批判をして誰が得をするんだ？」と却下され再構成を命じられる。
由宇子は、直接的に報道批判をする方法ではなく、「女子高生の遺族」「教師の遺族」「学校」それぞれの主張や事実の認識をフラットに並べ、そこから出てくる食い違いを鮮明にすることで、どこで事実が隠され、歪められて行っているのかを炙り出そうとする。新たに「教師の遺族」である教師の母と姉に取材する中で、由宇子は、社会の糾弾から身を隠して暮らさねばならない遺族の実情を目の当たりにする。これまでかき消されていた「教師の学校側との軋轢」を知り、核心へ近づいていく。
一方、学習塾では父子家庭の女子生徒の萌（めい）が教室で嘔吐し、萌を自宅に送り届ける際に、由宇子は萌が妊娠している事実と、萌の相手の男性が由宇子の父であることを知らされる。萌は由宇子に「友達にも学校にもお父さんにも、誰にもバレたくない。助けて」と懇願する。塾に戻った由宇子が父親を詰問すると、父は萌と関係した事実を認める。由宇子は、自身の正義感、倫理観、萌の今後、塾や生徒たち、自分の仕事、それぞれを天秤にかけなくてはならない困難な状況に直面する。様々な状況を秤にかけた結果、由宇子は父の不祥事が明るみに出た場合の影響を考え、萌の処置を内密に済ませようと動く。
自分自身が加害者の家族となることで、皮肉にもドキュメンタリーの視点が鋭くなり、プロデューサーから評価されていく由宇子。また、取材対象者へのアプローチも深みを増し、女子高生の父や、教師の母、姉からも信頼を得ていく。
その傍ら、由宇子は学校や塾を休んでいる萌の自宅に赴いて面倒を見る中で、萌の生活環境や夢を知り、萌に自分ができることをしようとする。萌は由宇子から、温かい食事を作ってもらったり、勉強を見てもらう中で、心の交流、目標、約束、承認、などこれまで得られなかったものを体験し変わっていく。
そんな中、由宇子は萌に、ホテルでひそかに医師の検査を受けさせるが、「『子宮外妊娠』の可能性があり、早く精密検査をしなければ命に関わることもある」と伝えられる。由宇子の父は、萌の命を第一に考え、萌の父に全てを話すと主張したが、由宇子は「社会的に抹殺されている取材対象者たちを救いたい」という思いから、二週間後に迫る番組オンエアまで待ってほしいと頼んだ。その矢先、由宇子は自殺した教師の姉に呼び出される。姉は由宇子に、携帯に残されていた「教師が生徒と強引に行為に及んでいる映像」と「教師が書いた本物の遺書」を見せ、自殺の現場に残されていた遺書は、真実を隠すために彼女が書いたものだったと明かす。由宇子は、事実誤認ゆえに映像は放送は出来ないと判断するが、更にその問題とは別に、納得できない編集への口出しを上から受けて憤りをあらわにする。
その後、塾の男子生徒から「あいつは売りをやっている」と言われて疑念が生じていた由宇子は萌に、お腹の子供の父親は本当は誰なのかと車中で尋ねる。萌は車から飛び出して走り去り、車に轢かれて意識不明の状態となってしまう。病院での検査により、萌の父親も彼女の妊娠を知る。病院の駐車場で由宇子から、自分の父が萌を妊娠させた、自分もその事を隠そうとしたと告げられて激昂した彼は由宇子に掴みかかって押し倒し、首を締めて立ち去る。倒れたままの由宇子の携帯が鳴り、放送は無くなったと伝えられる。呼吸もまだ整わない中、近くの車にもたれて座り込んだ彼女は携帯で撮影を始めた。

## キャスト
- 瀧内公美：木下由宇子
- 光石研：木下政志
- 河合優実：小畑萌（めい）
- 梅田誠弘：小畑哲也
- 松浦祐也：長谷部仁
- 和田光沙：矢野志帆
- 池田良：小林医師
- 木村知貴：池田（カメラマン）
- 宮本幸太：小木（アシスタントディレクター）
- 木原勝利：陸奥
- 前原滉：矢野和之
- 河野宏紀：ダイチ
- 東龍之介：ケンタ
- 根矢涼香：救急看護師
- 松木大輔：保土田（TV局プロデューサー）
- 鶴田翔：市村（TV局プロデューサー）
- 川瀬陽太：富山宏紀
- 丘みつ子：矢野登志子
- 寄川未結：ナナ

## スタッフ
- 監督・脚本・編集：春本雄二郎
- プロデューサー：春本雄二郎、松島哲也、片渕須直
- キャスティング：藤村駿
- ラインプロデューサー：深澤知
- 撮影：野口健司
- 照明：根本伸一
- 録音・整音：小黒健太郎
- 美術：相馬直樹
- 装飾：中島明日香
- 小道具：福田弥生
- 衣裳：星野和美
- ヘアメイク：原田ゆかり
- 医療監修：林恭弘
- ドキュメンタリー監修：鎌田恭彦、清水哲也
- メイキング：荒谷穂波
- 英語字幕：ドン・ブラウン、櫻井智子
- 海外セールス：東映株式会社 国際営業部
- 配給：ビターズ・エンド

## 製作・公開
2020年10月、中国の映画監督ジャ・ジャンクーが設立した、第4回平遥国際映画祭・クラウチングタイガー部門（新人監督コンペティション部門）で日本作品初となる審査員賞と観客賞をW受賞する。
同月には、第25回釜山国際映画祭・ニューカレンツ部門（新人監督コンペティション部門）にて日本作品としては12年ぶり史上3作目となる最高賞・ニューカレンツアワードを受賞。
2021年2月に世界三大映画祭の一つである第71回ベルリン国際映画祭・パノラマ部門に公式出品される。
2021年9月17日から日本国内で順次公開。配給はビターズ・エンド。
2022年3月23日からU-NEXTで独占先行配信開始。

## 国際映画祭 受賞・ノミネート
| 映画祭                                                 | 部門                                                        | 賞                                                             | 対象             | 結果       |
| ------------------------------------------------------ | ----------------------------------------------------------- | -------------------------------------------------------------- | ---------------- | ---------- |
| 第71回ベルリン国際映画祭                               | パノラマ                                                    |                                                                |                  | ノミネート |
| 第4回平遥国際映画祭                                    | クラウチングタイガー(新人監督コンペティション)              | ロベルト・ロッセリーニアワード 審査員賞                        | 『由宇子の天秤』 | 受賞       |
| 第4回平遥国際映画祭                                    | クラウチングタイガー(新人監督コンペティション)              | ピープルズ チョイスアワード クラウチングタイガーベストフィルム | 『由宇子の天秤』 | 受賞       |
| 第25回釜山国際映画祭                                   | ニューカレンツ(新人監督コンペティション)                    | ニューカレンツアワード(最高賞)                                 | 『由宇子の天秤』 | 受賞       |
| 第21回東京フィルメックス                               | コンペティション                                            | 学生審査員賞                                                   | 『由宇子の天秤』 | 受賞       |
| 第31回シンガポール国際映画祭                           | アジア長編コンペティション                                  |                                                                |                  | ノミネート |
| 第5回マカオ国際映画祭                                  | ワールドパノラマ                                            |                                                                |                  | ノミネート |
| 第20回ラス・パルマス・デ・グラン・カナリア国際映画祭   | コンペティション                                            | CIMA審査員賞                                                   | 『由宇子の天秤』 | 受賞       |
| 第20回ラス・パルマス・デ・グラン・カナリア国際映画祭   | コンペティション                                            | 最優秀女優賞                                                   | 『瀧内公美』     | 受賞       |
| 第24回上海国際映画祭                                   | VIVA LA FESTIVAL（非コンペ）                                |                                                                |                  | ノミネート |
| 第23回台北映画祭                                       | インターナショナル ニュー タレント コンペティション         |                                                                |                  | ノミネート |
| 第3回平昌国際平和映画祭                                | Spectrum（非コンペ）                                        |                                                                |                  | ノミネート |
| 第38回ファジル国際映画祭                               | Festival of Festivals（非コンペ）                           |                                                                |                  | ノミネート |
| 第35回フリブール国際映画祭                             | インターナショナル コンペティション                         |                                                                |                  | ノミネート |
| 第11回北京国際映画祭                                   | VISION（非コンペ）                                          |                                                                |                  | ノミネート |
| 第27回アテネ国際映画祭                                 | インターナショナル コンペティション                         | 最優秀脚本賞                                                   | 『春本雄二郎』   | 受賞       |
| 第30回フィラデルフィア映画祭                           | World View（非コンペ）                                      |                                                                |                  | ノミネート |
| 第45回サンパウロ国際映画祭                             | International Perspective（非コンペ）                       |                                                                |                  | ノミネート |
| 第41回ハワイ国際映画祭                                 | SPOTLIGHT ON JAPAN（非コンペ）                              |                                                                |                  | ノミネート |
| 第11回INTERNATIONAL CRIME AND PUNISHMENT FILM FESTIVAL | 11th Internatioal Golden Scale Feature Film Competition     | 審査員特別賞                                                   | 『由宇子の天秤』 | 受賞       |
| 第8回シルクロード国際映画祭                            | FILM PANORAMA（非コンペ）                                   |                                                                |                  | ノミネート |
| 第32回トロムソ国際映画祭                               | HORIZONS（非コンペ）                                        |                                                                |                  | ノミネート |
| 第22回ヴィクトリア映画祭                               | COAST（非コンペ）                                           |                                                                |                  | ノミネート |
| 第15回KINOTAYO現代日本映画祭                           | コンペティション                                            |                                                                |                  | ノミネート |
| 第4回Japanese Film Festival 日本新片展                 |                                                             |                                                                |                  | ノミネート |
| 第9回ヘルシンキシネアジア映画祭                        |                                                             |                                                                |                  | ノミネート |
| 第20回ニューヨーク・アジアン映画祭                     | Frontlines（非コンペ）                                      |                                                                |                  | ノミネート |
| 第6回ロンドン東アジア映画祭                            | コンペティション                                            | 最優秀作品賞                                                   | 『由宇子の天秤』 | 受賞       |
| 第7回バルセロナアジア映画祭                            | Official Selection Panorama (コンペティション)              | Special Mentions                                               | 『由宇子の天秤』 | 受賞       |
| 第25回バンクーバーアジア映画祭                         | International Spotlight（非コンペ）                         |                                                                |                  | ノミネート |
| 第18回香港アジア映画祭                                 | Asian Film Awards Film Roadshow: Asian Cinerama（非コンペ） |                                                                |                  | ノミネート |
| 第15回FIVE FLAVOURS ASIAN FILM FESTIVAL                | New Asian Cinema (メインコンペティション)                   |                                                                |                  | ノミネート |

## 国内での受賞
- 第43回ヨコハマ映画祭[35]
  - 森田芳光メモリアル新人監督賞：春本雄二郎
  - 最優秀新人賞：河合優実
  - 日本映画ベストテン：第5位
- 第35回高崎映画祭[36]
  - 最優秀監督賞：春本雄二郎
  - 最優秀新進俳優賞：梅田誠弘
  - 最優秀新人俳優賞：河合優実
- 第95回キネマ旬報ベスト・テン
  - 新人女優賞：河合優実[37][38]
  - 日本映画ベスト・テン：第8位
  - 読者選出日本映画ベスト・テン：第5位
- 第64回ブルーリボン賞 [39]
  - 新人賞：河合優実
- おおさかシネマフェスティバル2022
  - 新人監督賞：春本雄二郎
- 2021年度全国映連賞[40]
  - 監督賞：春本雄二郎
  - 女優賞：瀧内公美
  - 女優賞：河合優実
- 第31回日本映画批評家大賞[41]
  - 主演女優賞：瀧内公美
- 第31回日本映画プロフェッショナル大賞[42]
  - 監督賞：春本雄二郎
  - 主演女優賞：瀧内公美
  - ベスト・テン：第2位
- 第65回三浦賞[43][リンク切れ]
  - 野口健司(撮影)